# Eragrostis georgii
Eragrostis georgii là một loài thực vật có hoa trong họ Hòa thảo. Loài này được A.Chev. mô tả khoa học đầu tiên năm 1948.